# Чарлз Гортон Пек
Чарлз Гортон Пек (англ. Charles Horton Peck; 30 березня 1833—11 липня 1917) — американський міколог, ботанік та бріолог.

## Біографія
Чарльз Гортон Пек народився в 1833 році в місті Сенд-Лейк у Нью-Йорку. Навчався в Педагогічному училищі штату Нью-Йорк, нині Університет Олбані у Олбані, згодом у коледжі «Union College» у Скенектаді, де здобув ступінь бакалавра (B.A.). Відвідував уроки Джонатана Пірсона з хімії, математики та ботаніки. У 1859 році Пек став викладати математику, ботаніку, латинську та давньогрецьку мови у Сенд-Лейкському інституті. У 1861 році Пек одружився із Мері Кетрін Слайтер. У тому ж році здобув ступінь магістра гуманітарних наук (MA). Після смерті дружини, у листопаді 1912 року та на початку 1913 року пережив два інсульти, після чого подав у відставку, прийняту лише через два роки.
Пек був членом Ботанічного товариства Америки, Американської асоціації сприяння розвитку науки, Національного географічного товариства, Ботанічного клубу Торрі та інших наукових товариств. Він описав понад 2700 північноамериканських видів грибів.

## Роди грибів, названі на честь Ч. Г. Пека
- Chapeckia M.E.Barr, 1978
- Neopeckia Sacc., 1883
- Peckia Clinton 1878 (=Drudeola)
- Peckiella (Sacc.) Sacc. 1891
- Peckifungus Kuntze 1891 (=Appendiculina)
- Peckiomyces Sacc. & Trotter 1913, nom. inval.
- Hydnellum peckii Banker (1912)